# Fehértorkú ausztrálposzáta
A fehértorkú ausztrálposzáta (Sericornis frontalis) a madarak osztályának verébalakúak (Passeriformes) rendjében az ausztrálposzáta-félék (Acanthizidae) családjába tartozó  faj.

## Előfordulása
Ausztrália déli- és keleti partvidékén honos, bozótosok lakója.

## Alfajai
- Sericornis frontalis ashbyi
- Sericornis frontalis balstoni Ogilvie-Grant, 1909
- Sericornis frontalis flindersi
- Sericornis frontalis frontalis
- Sericornis frontalis gularis
- Sericornis frontalis harteri
- Sericornis frontalis hebertoni
- Sericornis frontalis insularis
- Sericornis frontalis laevigaster
- Sericornis frontalis longirostris
- Sericornis frontalis maculatus Gould, 1847
- Sericornis frontalis mellori Mathews, 1912
- Sericornis frontalis mondraini
- Sericornis frontalis osculans
- Sericornis frontalis rosinae
- Sericornis frontalis tweedi

## Megjelenés
Testhossza 11-13 centiméter, testtömege 9 gramm. A nemek hasonlóak. Szemsávja sötét, alul, felül fehér csíkkal. Háta és szárnya sötétbarna, hasa világosabb, alfajtól függően egyszínű vagy pettyes.
|  |  |

## Életmódja
Főleg rovarokkal táplálkozik.

## Szaporodása
Szaporodási időszaka júliustól januárig tart. Gömb alakú fészkét növényi anyagokból a sűrű aljnövényzet közé készíti.